# Boskamp
Boskamp este un oraș din districtul Saramacca, Surinam.